# Moervaartdepressie
De Moervaartdepressie is een laagte in het noorden van de provincie Oost-Vlaanderen. Ten noorden van de depressie ligt de dekzandrug Verrebroek-Gistel. De zuidelijke grens ervan wordt gevormd door de Zuidlede. Het landschap is vrijwel volledig vrij van bebouwing (vanwege de drassige gronden) en bestaat voornamelijk uit grasland en bossen. De enige hoeve in de Moervaartdepressie ("Wulfsdonk") is gelegen op een zandige verhoging. De aanwezige dreven verwijzen naar de rationele ontginning van het gebied tijdens de middeleeuwen en de vroegmoderne tijd.

## Vorming van het landschap

### IJstijd
Tijdens het Weichsel-pleniglaciaal stroomde een vlechtende rivier door de huidige Moervaartdepressie. Deze vormde toen een deel van de zogeheten Vlaamse Vallei. Tijdens het pleniglaciaal ontstond eveneens de eolische grote dekzandrug Verrebroek-Gistel die net ten noorden van de Moervaartdepressie ligt. Dit verwilderde riviersysteem erodeerde deze dekzandrug. Hierdoor ontstond aan de noordrand van de Moervaartdepressie een steilrand. Deze steilrand is vandaag gemiddeld zo'n twee meter hoog. Het water stroomde voornamelijk af naar het westen - naar de Vlaamse Vallei - en dan naar het noorden. Een deel van het water stroomde ook naar het oosten.
De huidige Moervaartdepressie werd voornamelijk gevormd tussen 20 000 en 11 000 jaar geleden, aan het einde van het pleniglaciaal en tijdens het hieropvolgende laatglaciaal van het Weichselien. Aan het einde van het pleniglaciaal, ongeveer 14 650 jaar geleden, veranderde het pleniglaciale verwilderde riviersysteem naar een laatglaciaal meanderend riviersysteem. De aanvoer van smeltwater stopte en de depressies net ten zuiden van de dekzandrug werden ondiepe plassen met een diepte tot 2 à 3 meter. Dit gebeurde tijdens het Oudste Dryas (laat pleniglaciaal) en het Bølling-interstadiaal (vroeg laatglaciaal). Tijdens de rest van het laatglaciaal werden deze depressies opgevuld met zoetwatersedimenten (moeraskalk of gyttja) in de diepere delen en veen in de ondiepe delen. In het begin van het laatglaciaal ontstond een eerste vorm van de Durme, die aan de zuidrand van de Moervaartdepressie stroomde. Deze Durme was een belangrijke rivier, waarvan de Mandel (nu een zijrivier van de Leie), Poekebeek en Kale de bovenloop vormde. Door de insnijding van deze geulen ontstond de huidige zuidrand van de depressie tussen de hogere delen ten zuiden van de Moervaartdepressie en de depressie zelf.

### Na de IJstijd
Na de ijstijd, in het vroege Holoceen (Boreaal en Atlanticum), bestond er geen actieve Durme meer en was er geen sedimentatie in de Moervaartdepressie. Tijdens het Boreaal raakte de afwatering van de Vlaamse Vallei naar het noorden, tussen Maldegem en Stekene afgedamd door rivierafzettingen en vond het water van de Schelde en haar zijrivieren een nieuwe bedding tussen Rupelmonde en Antwerpen.
Later, vanaf het Atlanticum tot het Subatlanticum werden er op de moeraskalk venige afzettingen gevormd. Na het Atlanticum werden door menselijke invloed de laagtes opnieuw zeer nat tot zelfs overstroomd (in de winter). Na het Atlanticum ontstond de Durme-rivier opnieuw, terug aan de zuidelijke rand van de Moervaartdepressie, met een afwatering naar de 'nieuwe' Schelde richting Rupelmonde en Antwerpen.

### Middeleeuwen
Tijdens de middeleeuwen werd het gebied vaak overstroomd en werd er klei en zand afgezet. De hogere plaatsen in de omgeving werden niet overstroomd en bedekt met nieuwe sedimenten. Hier kwamen oudere Pleistocene zanden aan de oppervlakte, zogeheten donken, en gingen lage oeverwallen vormen. De aanwezigheid van dit ruggenpatroon is typisch voor het westelijke deel van de Moervaartdepressie.
Aan het einde van de twaalfde eeuw werd op de dekzandrug, in de buurt van Klein-Sinaai, net ten noorden van de Moervaartdepressie, een klooster gesticht door een benedictijn van de Gentse Sint-Pietersabdij. Vermoedelijk bezat de Gentse Sint-Baafsabdij al in de twaalfde eeuw al gronden in de moervaartdepressie. Aan het begin van de dertiende eeuw werd het klooster in Klein-Sinaai erkend als benedictijnenabdij. Enkele jaren later, in 1215, gaat de Boudeloabdij over naar de Orde der Cisterciënzers. Tijdens de dertiende eeuw zou de abdij van Boudelo de restanten van het Koningsforeest (gelegen op de dekzandrug) en de aangrenzende wastines systematisch in cultuur brengen. Dit maakte deel uit van het einde van een grote middeleeuwse ontginningsgolf in het graafschap Vlaanderen. Rond 1300 werd de Moervaart (oorspronkelijk waarschijnlijk Noordlede) gegraven door de abdij van Boudelo om de afwatering van de alluviale Moervaartdepressie te verbeteren en zo weiland en landbouwgrond te winnen. In de vijftiende eeuw werd ze bevaarbaar gemaakt om de moeilijk bevaarbare Zuidlede te vermijden.
De abdij werd verschillende malen aangevallen en deels verwoest. Na vernieling van de abdij op 8 augustus 1578 door de Gentse calvinisten, werd ze niet meer volledig heropgebouwd. De gronden van de abdij bleven in eigendom van de monniken, die een refugiehuis in Gent bezaten, maar werden verpacht aan lokale landarbeiders. In 1660 werd met materiaal van de vernielde abdij de Boudelohoeve opgericht.

### Nieuwe Tijd
In de tweede helft van de achttiende eeuw werden de meersen van de Moervaartdepressie bebost. Tijdens de Franse Revolutie werden de abdijgronden aangeslagen door de overheid en verkocht. De bossen werden echter niet verkocht en bleven in eigendom van de overheid.
In de tweede helft van de twintigste eeuw werd het gebied verregaand ontwaterd. Ook bouwden stadsmensen er weekendhuisjes en verdwenen houtkanten en knotbomen door een meer geïndustrialiseerde landbouw. Zo werd het noordelijke grote meersengebied van de Boudelomeersen (grondgebied van de gemeente Moerbeke) voor een groot deel omgezet in akkerland door ontwatering van de meersen.
In december 2009 werd de Moervaartdepressie vastgesteld als landschapsrelict door de Vlaamse regering-Peeters II.